# La selección (novela)
La Selección es una Novela romántica- distópica de la categoría young adult escrito por la autora estadounidense Kiera Cass. El libro fue publicado en 2012 por la compañía editorial HarperCollins en la división Harper Teens. Es la primera entrega de una saga que lleva el mismo nombre y que se compone de tres libros más: La Selección (2012), La Élite (2013), La Elegida (2014), en los cuales su trama gira en torno a la protagonista, América Singer. La Heredera (2015) y La Corona (2016) están ambientados en la generación siguiente y se desarrollan veinte años después de los eventos de las primeras tres. La serie también incorpora pequeños relatos cortos o Spin-off, que narran la vida de algunos de los personajes secundarios: La Reina (2014), El Príncipe (2014), El Guardián (2014) y La Favorita (2015).

## Sinopsis
Para 35 chicas, La Selección es la oportunidad de sus vidas. Es la oportunidad de escapar del rígido sistema de castas, vivir en el palacio y competir por el corazón del guapísimo Príncipe Maxon. Para América Singer, ser seleccionada es toda una pesadilla; significa darle la espalda a su amor secreto, Aspen, quien pertenece a una casta inferior a la suya y competir por una corona que ni siquiera desea.
Una vez conoce al Príncipe Maxon, se da cuenta de que la vida que siempre ha soñado no se compara a un futuro que nunca imaginó.
En el momento en que Los Juegos del Hambre  y La Cenicienta se encuentra, llega La Selección, que nos lleva a la nación de Illéa, dividida por ocho castas que definen la vida de todos sus habitantes y por una monarquía,  y nos cuenta la historia de un concurso entre 35 chicas para convertirse en la futura esposa del heredero al trono, unas con ambiciones tan grandes como las joyas de la corona, y otras en busca del amor, pero solo una se llevara ambas
Uno de esas jóvenes, vive en una casta muy baja, una cinco, una artista, tan rebelde y apasionada como su cabellera roja, América Singer, quien no le interesa ni el concurso, ni mucho menos el príncipe, pero tras la influencia de su madre, y con el corazón roto y llena del amor de su novio secreto, y de una casta menor, Aspen, decide aplicar para la competencia, y contra todo pronóstico es seleccionada para vivir la experiencia de su vida 
Mientras que en lo más alto de las castas, se encuentra el heredero al trono de Illéa, el Príncipe Maxon, quien al contrario como todos piensan, es un chico amable y con un corazón tan puro que sorprende. Sin embargo, decidió seguir los pasos de su padre, y no su corazón, al convocar el concurso
Una historia que suena a un cliché tras otro, pero rompe paradigmas no solo en la relación que tienen Maxon y América, sino también nos demuestra la fuerza y empoderamiento de la mujer a través de nuestra protagonista pelirroja, quien ante una sociedad y monarquía controladora, nos muestra que solo hace falta ser tú mismo, y tener los deseos bien claros, para convertir de una tortura, una gran experiencia. No puedes dejar de leer este New York Times Best Seller que te llenará no solo de amor, pero te dará un buen y fresco sabor de boca con esta distopía que rompe paradigmas 

RESUMEN (del primer libro):
En un mundo de cuentos de hadas distópico donde la guerra ha dado lugar a un reino llamado Illéa, la sociedad se divide en castas. Cada casta tiene un papel ya sea como artista, agricultor o trabajador de una fábrica. Uno es la casta más alta y contiene gente como la realeza, mientras que Ocho es la casta más baja y contiene a las personas más pobres que no tienen medios de empleo. Si bien es posible subir castas, es muy difícil y no sucede a menudo. América Singer, que es una Cinco (la casta del artista) acaba de recibir un aviso que indica que el príncipe de Illéa, Maxon Schreave, estaría siguiendo las huellas de su padre con la celebración de la Selección, una competencia por la mano del príncipe y una corona. A pesar de la presión de su madre, América no tiene ningún interés en entrar en la competencia, porque ella ya tiene a Aspen, su novio secreto de la que está enamorada. América decide tener una cena sorpresa en la casa del árbol con Aspen. En lugar de ser feliz, sin embargo, Aspen está disgustado porque cree que debería ser él quien debe proveer para ella, pero es incapaz porque es un Seis (la casta de los sirvientes) y no tiene medios para proveerla ya que tiene que cuidar de su madre y hermanos. Al final, Aspen decide romper con América. El final de su relación, más un soborno de su madre, lleva a América a entrar en la selección y más tarde en el palacio donde tiene que competir con otras 34 chicas para ganar el corazón del príncipe. También ayuda que su tiempo en el palacio esté acompañado por una pequeña retribución monetaria enviada a su familia. América hace amigos fácilmente (Marlee Tames) y enemigos (Celeste Newsome) dentro de la primera semana de su estancia, pero su personalidad única también capta la atención del personal del palacio y el país. Sin embargo, ella no quiere casarse con el príncipe Maxon, pero una reunión casual en los jardines hace que se hagan amigos. América sigue amando a Aspen, pero poco a poco comienza a enamorarse del príncipe que no es nada como lo que ella imaginaba. No ayuda que Maxon le da a América su primer beso, y puede verse feliz con él. Con esto en mente, le dice a Aspen que no puede continuar su relación amorosa. En lugar de desanimarse, Aspen afirma que luchará aún más para ganar su amor de nuevo. El libro termina con América finalmente dándose cuenta de que ella está exactamente donde debería estar... entre la Élite.

## Recepción
- La Selección se convirtió en un The New York Times BESTSELLER (Superventas). Es un #1 New York Times bestselling series.

- El libro estuvo 67 semanas consecutivas en la lista de Children's Series Best Sellers del periódico The New York Times[6]
- Su Fan Page en Facebook de la saga, titulada "The Selection Series" cuenta con más de 300.000 seguidores alrededor del mundo[7]

### Crítica de algunos autores:[8]
"La novela de debut inmensamente legible de Cass es un juego del hambre menos drástico, con moda elaborada y atavíos. La acción vertiginosa tendrá lectores jadeando para la próxima secuela ". —Booklist
"Un cruce entre Los juegos del hambre (menos Bloodsport) y The Bachelor (sin Bloodsport), este lanzamiento de trilogía es muy divertido. Cass hábilmente construye la química entre América y Maxon, mientras acaricia los rescoldos del primer y prohibido amor de América ". —Publishers Weekly
«Un cuento de hadas distópico. Una novela encantadora, cautivadora y con la cantidad justa de suspiros por amor.» Kiersten White, autora de Paranormal

## Portada
Con la visión del grupo de Harper Teen en el 2011, el arte de la portada se le atribuye a Gustavo Marx/ Mergeleft Reps, Inc y el diseño a Sarah Hoy.

## Adaptación a la pantalla[11]

### Pilotos Fallidos
La cadena estadounidense The CW apostó por un capítulo piloto con la producción ejecutiva de Sarah Fein y Elizabeth Craft (The Vampire Diaries), pero tras el rodaje, el proyecto no llegó ni a posproducción; ya que la cadena no se sentía del todo satisfecha con lo realizado. Tenía demasiados toques estilo a Los Juegos del Hambre de la autora Suzanne Collins y de Juego de Tronos inspirados en la novela de George R. R. Martin. Como protagonista inicial, se contó con el trabajo de Aimee Teegarden (Friday Night Lights) que posteriormente sería reemplazada en el 2013 por Yael Grobglas (Jane the Virgin).

### Adaptación a la pantalla grande
La antigua presidenta de marketing y distribución global de Warner Bros., Sue Kroll, ha anunciado que producirá la película en estudio con el apoyo de la compañía Kroll & Co. En ella, se espera narrar con el mayor lujo de detalles el universo distópico creado por Kiera Cass.
Recientemente, Cass compartió en su Twitter la noticia de que el proyecto se llevara a cabo con Netflix, aunque no hay confirmaciones sobre el elenco, el actor Mitchell Hope, conocido por su papel como Ben es Descendientes, mostró interés en personificar a Maxon en el filme.